# 法律審
法律審（ほうりつしん）とは裁判において、法令違反の有無を判断する審級を指す。法律問題のみを扱い、事実問題には原則として触れない。

## 例
抽象的規範審査を行う憲法裁判所は法律審に該当する。

## 日本の場合
民事訴訟の場合、上告審が法律審となる。上告審は下級審が認定した事実に拘束される。
刑事訴訟の場合、一部の控訴審とすべての上告審が法律審であるが、上告裁判所は職権で事実について調査することも可能である（刑事訴訟法第411条）。